# Markku Envall

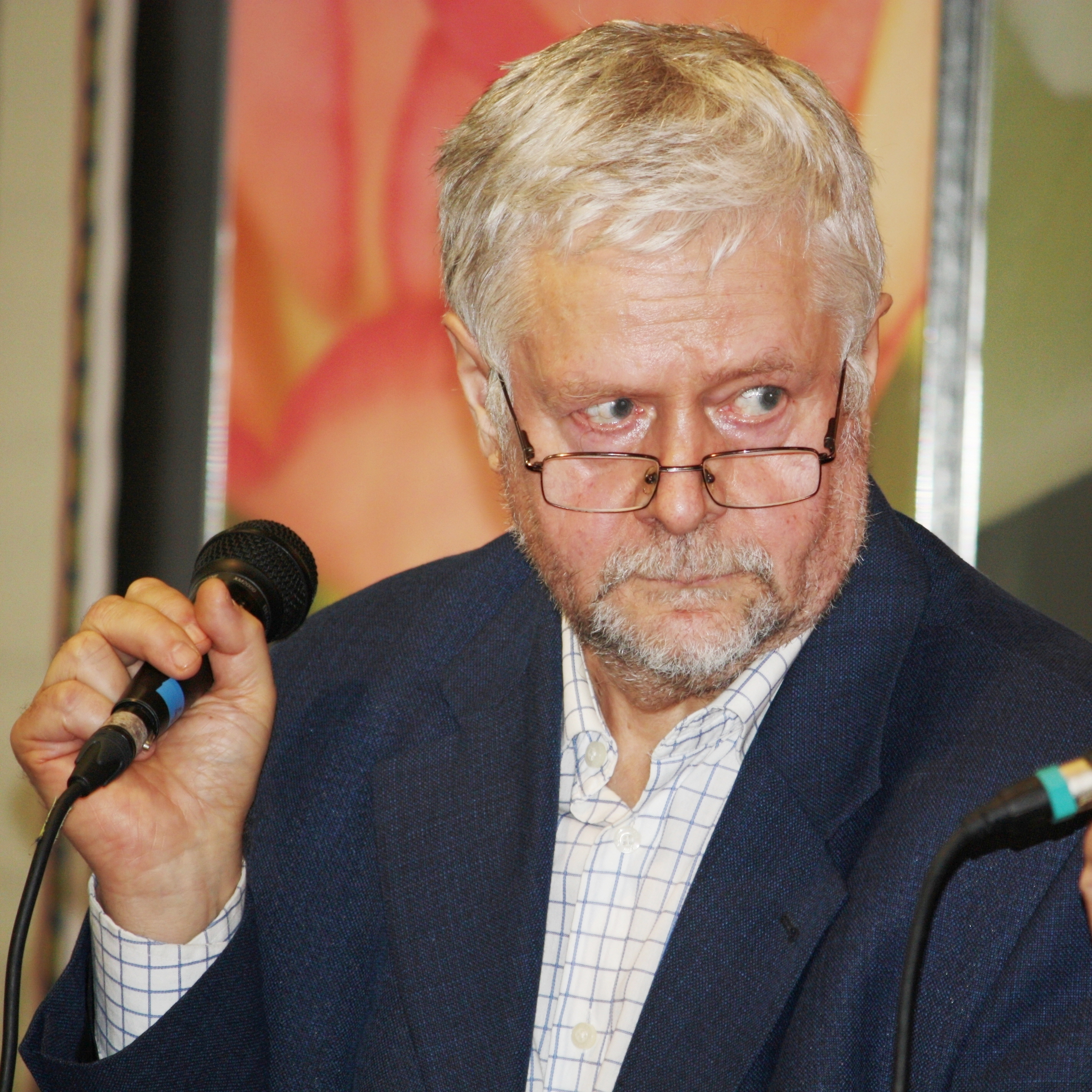
Markku Envall på Helsingfors bokmässa 2010.

Markku Sakari Envall, född 28 juli 1944 i Tavastehus, är en finländsk litteraturforskare och författare och filosofie doktor vid Helsingfors universitet. Han har bland annat verkat som assistent i allmän litteratur vid Helsingfors universitet 1970–1978 och 1980–1982 samt som äldre forskare vid Finlands Akademi 1991–1994.
Envall har mottagit Kyrkans litteraturpris 1987, Finlandiapriset i litteratur 1990 för Samurai nukkuu, Samuli Paronen-priset 2009, WSOY:s hederspris 2009, Olga och Vilho Linnamo-priset 2010 samt varit nominerad till Runebergspriset 2012 med essäsamlingen Toinen jalka maassa.